# Litteau
Litteau é uma comuna francesa na região administrativa da Normandia, no departamento Calvados. Estende-se por uma área de 7 km². Em 2010 a comuna tinha 294 habitantes (densidade: 42 hab./km²).